# Église Santa Maria della Carità (Naples)
L'église Santa Maria della Carità (Sainte-Marie-de-la-Charité) est une église de Naples située piazza Carità.

## Histoire
L'église est fondée au XVIe siècle, mais les historiens ne sont pas d'accord sur la date exacte de sa fondation, soit en 1540, soit après la peste de 1550. 
Elle est affectée en 1627 aux catéchistes de la doctrine chrétienne (Pii Operai Catechisti Rurali) fondés par Carlo Carafa, mais ils abandonnent l'édifice en 1633 à la mort de leur fondateur et l'église passe à une pieuse congrégation de nobles.
C'est ici qu'est baptisé en 1685 Domenico Scarlatti. L'acte de baptême est conservé actuellement aux archives diocésaines de la curie de Naples et l'on peut y lire qu'il a eu la princesse de Colobrano comme marraine et le duc de Maddaloni comme parrain.
Au XVIIe siècle, l'église est une sorte de « Montparnasse » napolitain, car elle est la paroisse de nombreux artistes. Les registres paroissiaux conservent les baptêmes des fils de Battistello Caracciolo, le mariage de Giovanni Do (témoins Caracciolo et Ribera), celui de Filippo Vitale, le baptême de Pacecco de Rosa et d'Agostino Beltrano.
En 1694, le siège paroissial est transféré à l'église San Liborio pour ne pas gêner les fonctions de la vie communautaire des religieux avec celles considérées comme plus séculières.
Après la révolution française pendant l'occupation française, l'église est fermée au culte et son couvent sécularisé. L'église n'a seulement pu rouvrir qu'en 1823, prenant le surnom de la Giorgia car l'on y transféra la congrégation du Rosaire fondée au XVIIe siècle dans un appartement de la famille De Giorgio. L'église est remaniée dans le goût à la mode et perd alors la plupart de ses fresques peintes par Andrea Malinconico, Pietro Arena et Santolo Cirillo. Le tableau qui se trouvait au-dessus du maître-autel figurant La Sainte Famille, œuvre de Giulio Romano offerte par le pape Paul III, a disparu, probablement pendant la période de fermeture de l'église.
Le bienheureux pape Pie IX a visité cette église pendant son exil de Rome dû à la révolution, entre 1848 et 1850 comme le rappelle une plaque lapidaire à l'entrée: PAPA PIO IX / IL DI 6 MARZO 1850 / LA CHIESA DI QUESTA REALE ARCICONFRATERNITA / RESE LIETA / DI SUA SANTA E VENERABILE PRESENZA.
L'église redevient siège paroissial, quand l'église San Liborio est fermée au culte. Dans les années 1970, un incendie détruit plusieurs tableaux et une partie du patrimoine artistique de l'église.

## Description

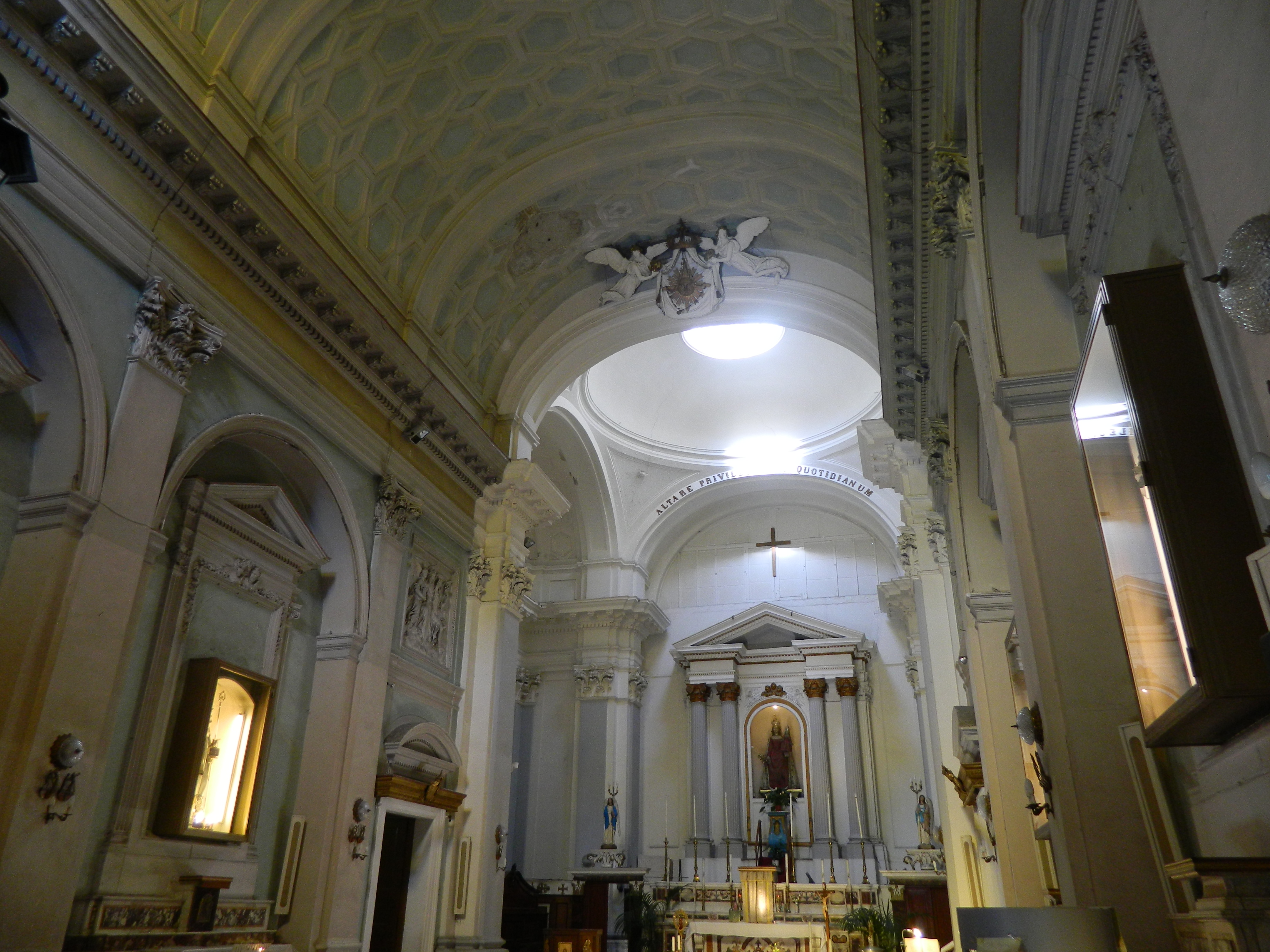
Intérieur de l'église.

L'église présente une façade simple surmontée d'un bas-relief représentant la Vierge à l'Enfant en gloire.
L'intérieur s'inscrit dans un plan à nef unique avec deux autels de chaque côté. On remarque la plaque rappelant les visites de Pie IX et deux toiles d'un artiste inconnu du XIXe siècle, ainsi qu'une Crucifixion.
À droite de la façade de l'église se trouve le palais de la Charité (palazzo del conservatorio della Carità). Il fut transformé au XIXe siècle en hôtel (Hôtel Universo) et sa façade fut refaite en style néo-classique. Dans les années 1950, l'hôtel perdit son aspect néo-classique en faveur d'un style anonyme, répandu dans l'après-guerre. Aujourd'hui l'hôtel n'existe plus et l'immeuble est devenu la propriété de la région de Campanie. 